# Selección de fútbol sala de Bélgica
La selección de fútbol sala de Bélgica es el equipo que representa al país en la Copa Mundial de fútbol sala de la FIFA, en la Eurocopa de fútbol sala y en otros torneos relacionados; y es controlado por la Real Federación Belga de Fútbol.

## Estadísticas

### Copa Mundial de Futsal FIFA
| Copa Mundial de fútbol sala de la FIFA | Copa Mundial de fútbol sala de la FIFA | Copa Mundial de fútbol sala de la FIFA | Copa Mundial de fútbol sala de la FIFA | Copa Mundial de fútbol sala de la FIFA | Copa Mundial de fútbol sala de la FIFA | Copa Mundial de fútbol sala de la FIFA | Copa Mundial de fútbol sala de la FIFA |
| Año                                    | Ronda                                  | J                                      | G                                      | E                                      | P                                      | GF                                     | GC                                     |
| -------------------------------------- | -------------------------------------- | -------------------------------------- | -------------------------------------- | -------------------------------------- | -------------------------------------- | -------------------------------------- | -------------------------------------- |
| 1989                                   | Cuarto lugar                           | 8                                      | 5                                      | 2                                      | 1                                      | 22                                     | 11                                     |
| 1992                                   | Primera ronda                          | 6                                      | 3                                      | 0                                      | 3                                      | 17                                     | 18                                     |
| 1996                                   | Primera ronda                          | 6                                      | 2                                      | 0                                      | 4                                      | 17                                     | 22                                     |
| 2000                                   | No clasificó                           | No clasificó                           | No clasificó                           | No clasificó                           | No clasificó                           | No clasificó                           | No clasificó                           |
| 2004                                   | No clasificó                           | No clasificó                           | No clasificó                           | No clasificó                           | No clasificó                           | No clasificó                           | No clasificó                           |
| 2008                                   | No clasificó                           | No clasificó                           | No clasificó                           | No clasificó                           | No clasificó                           | No clasificó                           | No clasificó                           |
| 2012                                   | No clasificó                           | No clasificó                           | No clasificó                           | No clasificó                           | No clasificó                           | No clasificó                           | No clasificó                           |
| 2016                                   | No clasificó                           | No clasificó                           | No clasificó                           | No clasificó                           | No clasificó                           | No clasificó                           | No clasificó                           |
| 2021                                   | No clasificó                           | No clasificó                           | No clasificó                           | No clasificó                           | No clasificó                           | No clasificó                           | No clasificó                           |
| 2024                                   | No clasificó                           | No clasificó                           | No clasificó                           | No clasificó                           | No clasificó                           | No clasificó                           | No clasificó                           |
| Total                                  | 3/10                                   | 20                                     | 10                                     | 2                                      | 8                                      | 56                                     | 51                                     |

### Eurocopa de Fútbol Sala
| Eurocopa de Fútbol Sala | Eurocopa de Fútbol Sala | Eurocopa de Fútbol Sala | Eurocopa de Fútbol Sala | Eurocopa de Fútbol Sala | Eurocopa de Fútbol Sala | Eurocopa de Fútbol Sala | Eurocopa de Fútbol Sala |
| Año                     | Ronda                   | J                       | G                       | E                       | P                       | GF                      | GC                      |
| ----------------------- | ----------------------- | ----------------------- | ----------------------- | ----------------------- | ----------------------- | ----------------------- | ----------------------- |
| 1996                    | Tercer lugar            | 4                       | 2                       | 0                       | 2                       | 8                       | 10                      |
| 1999                    | Fase de grupos          | 3                       | 0                       | 1                       | 2                       | 1                       | 7                       |
| 2001                    | No clasificó            | No clasificó            | No clasificó            | No clasificó            | No clasificó            | No clasificó            | No clasificó            |
| 2003                    | Fase de grupos          | 3                       | 0                       | 1                       | 2                       | 5                       | 11                      |
| 2005                    | No clasificó            | No clasificó            | No clasificó            | No clasificó            | No clasificó            | No clasificó            | No clasificó            |
| 2007                    | No clasificó            | No clasificó            | No clasificó            | No clasificó            | No clasificó            | No clasificó            | No clasificó            |
| 2010                    | Fase de grupos          | 2                       | 0                       | 0                       | 2                       | 2                       | 8                       |
| 2012                    | No clasificó            | No clasificó            | No clasificó            | No clasificó            | No clasificó            | No clasificó            | No clasificó            |
| 2014                    | Fase de grupos          | 2                       | 0                       | 1                       | 1                       | 1                       | 6                       |
| 2016                    | No clasificó            | No clasificó            | No clasificó            | No clasificó            | No clasificó            | No clasificó            | No clasificó            |
| 2018                    | No clasificó            | No clasificó            | No clasificó            | No clasificó            | No clasificó            | No clasificó            | No clasificó            |
| 2022                    | No clasificó            | No clasificó            | No clasificó            | No clasificó            | No clasificó            | No clasificó            | No clasificó            |
| 2026                    | Por determinar          | Por determinar          | Por determinar          | Por determinar          | Por determinar          | Por determinar          | Por determinar          |
| Total                   | 5/13                    | 14                      | 2                       | 3                       | 9                       | 17                      | 42                      |

### Grand Prix de Futsal
| Grand Prix de Futsal | Grand Prix de Futsal | Grand Prix de Futsal | Grand Prix de Futsal | Grand Prix de Futsal | Grand Prix de Futsal | Grand Prix de Futsal | Grand Prix de Futsal |
| Año                  | Ronda                | J                    | G                    | E                    | P                    | GF                   | GC                   |
| -------------------- | -------------------- | -------------------- | -------------------- | -------------------- | -------------------- | -------------------- | -------------------- |
| 2005                 | No participó         | No participó         | No participó         | No participó         | No participó         | No participó         | No participó         |
| 2006                 | No participó         | No participó         | No participó         | No participó         | No participó         | No participó         | No participó         |
| 2007                 | 5º Lugar             | 6                    | 4                    | 0                    | 2                    | 20                   | 23                   |
| 2008                 | No participó         | No participó         | No participó         | No participó         | No participó         | No participó         | No participó         |
| 2009                 | No participó         | No participó         | No participó         | No participó         | No participó         | No participó         | No participó         |
| 2010                 | No participó         | No participó         | No participó         | No participó         | No participó         | No participó         | No participó         |
| 2011                 | 13.er lugar          | 6                    | 3                    | 2                    | 1                    | 32                   | 21                   |
| 2013                 | No participó         | No participó         | No participó         | No participó         | No participó         | No participó         | No participó         |
| 2014                 | No participó         | No participó         | No participó         | No participó         | No participó         | No participó         | No participó         |
| 2015                 | No participó         | No participó         | No participó         | No participó         | No participó         | No participó         | No participó         |
| 2016                 | Por disputarse       | Por disputarse       | Por disputarse       | Por disputarse       | Por disputarse       | Por disputarse       | Por disputarse       |
| Total                | 2/11                 | 12                   | 7                    | 2                    | 3                    | 52                   | 44                   |

### Mundialito de Futsal
| Mundialito de Futsal | Mundialito de Futsal | Mundialito de Futsal | Mundialito de Futsal | Mundialito de Futsal | Mundialito de Futsal | Mundialito de Futsal | Mundialito de Futsal |
| Año                  | Ronda                | J                    | G                    | E                    | P                    | GF                   | GC                   |
| -------------------- | -------------------- | -------------------- | -------------------- | -------------------- | -------------------- | -------------------- | -------------------- |
| 1994                 | No participó         | No participó         | No participó         | No participó         | No participó         | No participó         | No participó         |
| 1995                 | No participó         | No participó         | No participó         | No participó         | No participó         | No participó         | No participó         |
| 1996                 | No participó         | No participó         | No participó         | No participó         | No participó         | No participó         | No participó         |
| 1998                 | 5º Lugar             | 4                    | 0                    | 0                    | 4                    | 8                    | 18                   |
| 2001                 | No clasificó         | No clasificó         | No clasificó         | No clasificó         | No clasificó         | No clasificó         | No clasificó         |
| 2002                 | 5º Lugar             | 4                    | 0                    | 1                    | 3                    | 5                    | 19                   |
| 2006                 | No participó         | No participó         | No participó         | No participó         | No participó         | No participó         | No participó         |
| 2007                 | No participó         | No participó         | No participó         | No participó         | No participó         | No participó         | No participó         |
| 2008                 | No participó         | No participó         | No participó         | No participó         | No participó         | No participó         | No participó         |
| Total                | 2/9                  | 8                    | 0                    | 1                    | 7                    | 13                   | 37                   |